# 上坡遗址
上坡遗址，位于中国河北省保定市上坡村，为保定市容城县的一个省级文物保护单位，类型为古遗址，公布时间为1982年7月23日。
上坡遗址的历史年代为新石器时代、商、周。